# Professional Basketball League of America
La Professional Basketball League of America (PBLA) fue una liga profesional de baloncesto estadounidense que se disputó entre 1947 y 1948, sin llegar a completar una temporada.

## Historia
La liga se creó en 1947, cuando Maurice White, propietario de los Chicago Gears, que jugaban hasta ese momento en la National Basketball League, cogió a su equipo y, junto a otros 15 hombres de negocios del sur y del medio oeste, fundaron la competición. Esta constaría de 60 partidos, firmando a todos los jugadores por dos temporadas. Pero tras tres semanas de competición, debido al incremento de los costes y a la bajada del número de espectadores, la liga se disolvió. Hasta ese momento, los Gears dominaban la competición, tras ganar los ocho partidos que disputaron.

## Equipos
| - Atlanta Crackers - Birmingham Skyhawks - Chattanooga Majors - Chicago Gears - Grand Rapids Rangers - Houston Mavericks - Kansas City Blues - Louisville Colonels | - New Orleans Hurricanes - Oklahoma City Drillers - Omaha Tomahawks - Saint Joseph Outlaws - Saint Paul Saints - Springfield Squires - Tulsa Ranchers - Waterloo Pro-Hawks |